# Eudoliche longa
Eudoliche longa är en fjärilsart som beskrevs av William Schaus 1905. Eudoliche longa ingår i släktet Eudoliche och familjen björnspinnare. Inga underarter finns listade i Catalogue of Life.